# Le Moniteur de la Louisiane
Le Moniteur de la Louisiane, premier journal publié en Louisiane, en 1794 par Louis Duclot, sous le régime espagnol, a joué un rôle moteur dans l'histoire de la presse francophone en Louisiane car il fut suivi par des dizaines d'autres publications en français, dont L'Abeille de la Nouvelle-Orléans, fondée le 1er septembre 1827 par François Delaup, un proche de Jean-Simon Chaudron, planteur de canne à sucre de Saint-Domingue qui avait fondé en 1815 L'Abeille américaine à Philadelphie, avec l'aide de son ami le financier Stephen Girard. 
Le Moniteur de la Louisiane s'adressait à une communauté de réfugiés français, qui a contribué un peu avant et après 1800 à faire de La Nouvelle-Orléans un grand port sur le Mississippi et la capitale d'une riche région agricole, le long du fleuve. En 1806, on pouvait lire des petites annonces pour la vente d'esclaves dans le journal. Le Moniteur était composé de quatre pages. À partir de 1798, le journal est repris par Jean Baptiste Le Sueur Fontaine qui en était déjà le rédacteur en chef depuis 1797 jusqu'en 1811. 